# Завод кальцинованої соди у Говорі
Завод кальцинованої соди у Говорі — майданчик хімічного спрямування у Румунії неподалік від села Говора. З 1962 року носив офіційну назву Uzinele Sodice Govora (USG).
Хімічний завод у Говорі заснували в 1955 році. У 1959-му тут став до ладу комплекс з виробництва кальцинованої соди, відомий як «Содовий завод № 2», а в 1973-му ввели в дію «Содовий завод № 3». Виробництво кальцинованої соди аміачним методом потребує двох головних видів сировини — хлориду натрію, який подали по розсолопроводу з промислу Окнеле-Марі, та високоякісного вапняку, поставки якого організували залізницею з копальні Піетрені-Бистриця.
У 1960 та 1975 році у складі комплексу запустили дві лінії з виробництва каустичної соди хімічним методом (відомо, що це можливо робити на основі кальцинованої соди, наприклад, шляхом спікання її з гашеним вапном).
У 1964-му комплекс доповнили виробництвом силікатів натрію в рідкій та твердій формі (наявні технології передбачають отримання цього продукту на основі соди — як кальцинованої, так і каустичної).
Іншими продуктами майданчику були сорбент молекулярне сито (з 1978-го для сепарації нормальних парафінів, а з 1985-го для параксилену), сульфід натрію (1991), детергенти (також з 1991-го).
На тлі краху планової економіки попит на продукцію заводу істотно впав, втім, він і далі випускав кальциновану соду, силікати натрію, сульфід натрію, молекулярне сито та детергенти (а от обидва виробництва каустичної соди були взагалі закриті).
Також відомо, що станом на кінець 2010-х проєктна потужність заводу становила 650 тисяч тонн кальцинованої соди на рік, а в 2012-му фактичне виробництво становило 427 тисяч тонн кальцинованої соди та 37 тисяч тонн силікату натрію.
У 2006-му завод викупила польська компанія Ciech і він став діяти як Ciech Soda Romania. Втім, це не допомогло розв'язати фінансові проблеми і з 2010 по 2014 рік зафіксували збитки в сукупному розмірі 65 млн євро. У другій половині 2010-х додались проблеми з постачанням технологічної пари з ТЕЦ Говора, власник якої стверджував про збитковість цих операцій та наполягав на суттєвому підвищенні ціни. Оскільки знайти прийнятне рішення щодо технологічної пари не вдалось, у 2020-му основне виробництво закрили (далі працював лише цех силікату натрію).